# Aeroportul Kasane
Aeroportul Kasane (IATA: BBK, ICAO: FBKE) este un aeroport din Districtul North-West, Botswana, Botswana ce deservește zona Kasane. Aeroportul a fost tranzitat în 2018 de 107.078 de pasageri.
Situat la o altitudine de 1.002 m, aeroportul dispune de 1 pistă.

## Infrastructură

### Piste
Aeroportul dispune de o singură pistă. Pista 08/26 are suprafața de asfalt și dimensiunile 3.000 m × 45 m. 